# Norrköpings Gästgiveri- och Skjutsinrättning
Norrköpings Gästgiveri- och Skjutsinrättning var en kommunalt inrättning i Norrköping. Den låg i kvarteret Stjärnan vid Slottsgatan i Saltängen, där senare Folkets hus uppfördes på 1950-talet. 
I början av 1800-talet låg stadens gästgiveri och skjutsinrättning i kvarteret Vett och Vapen vid Saltängstorget, på den tomt där senare Stora hotellet byggdes. Det var på 1840-talet fallfärdigt, och stadsarkitekten Carl Theodor Malm fick 1848 i uppdrag att rita en ny anläggning för samma tomt. Malm lämnade i februari 1849 ett förslag, som omfattade hotellbyggnad mot torget, boningshus vid Slottsgatan, stallbyggnad och uthus. Staden dröjde med att ta ställning, då handlanden Gustaf Eklund i mars 1849 erbjöd sig att dels bygga en teater i den så kallade stadshusträdgården bakom Stadshuset, dels uppföra stadens första hotell. Vid denna tid fanns diskussion om en järnväg till Norrköping och det ansågs att staden med sin växande industri behövde ett hotell.
Eklund stannade till slut med att bygga en teater, Eklundska teatern, men diskussionerna ledde till att staden sökte efter en ny tomt. Ett hotell ansågs passa bättre på det förnämliga läget vid torget i kvarteret Vett och Vapen än en enkel skjutsinrättning. En byggnadskommitté vidareutvecklade frågan för att också få fram ett billigare alternativ. Malm inkom med två nya förslag för en alternativ tomt vid Slottsgatan. Det förslag från februari 1852 som godtogs hade en lång stallänga mot Slottsgatan med inkörsport i dess mitt, en stor gård med omgivande uthusbyggnader. Den nya inrättningen fick sin front mot front mot den nya teaterbyggnaden. Inkörsporten ledde in på en gård med en tvåvåningsbyggnad med lövsågeriförsedd veranda, som utgjorde själva gästgiveriet. Detta omgavs av uthusbyggnader, rymmande vagnslider, sjukstall, hovslageri, snickeri, spruthus och vedbodar.
Skjutsinrättningens byggnader stod kvar och användes till långt in på 1900-talet. De revs inte förrän på 1940-talet för att bereda plats för det nya Folkets hus.